# フランソワ1世 (ロレーヌ公)

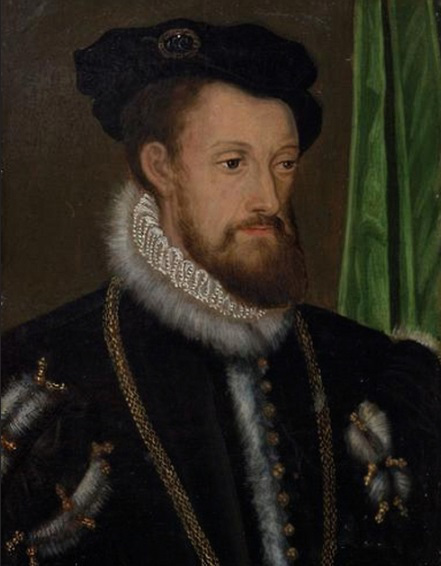
フランソワ1世

フランソワ1世（François I, 1517年8月23日 - 1545年6月12日）は、ロレーヌ（ロートリンゲン）公（在位：1544年 - 1545年）。アントワーヌの長男。ドイツ語名ではフランツ1世（Franz I.）。母はブルボン公シャルル3世の妹ルネ・ド・ブルボン＝モンパンシエ。

## 生涯
1530年代中頃に一時、ユーリヒ＝クレーフェ＝ベルク公ヨハン3世の娘アンナと婚約していたが、アンナはイングランド王ヘンリー8世の4番目の妃（英語名アン・オブ・クレーヴズ）となった。フランソワは1541年に、デンマーク・ノルウェー・スウェーデンの王クリスチャン2世と王妃エリーサベトの娘クリスティーナ（ヘンリー8世は彼女にも求婚したことがある）と結婚した。2人の間には1男2女が生まれた。
- シャルル（カール）3世（1543年 - 1608年） - ロレーヌ公
- ルネ（レナータ）（1544年 - 1621年） - バイエルン公ヴィルヘルム5世の妃
- ドロテ（ドロテーア）（1545年 - 1621年） - ブラウンシュヴァイク＝カレンベルク＝ゲッティンゲン公エーリヒ2世妃

1544年に父アントワーヌの死により公位を継承したが、翌1545年に幼い子供たちを残して早世した。